# Канарская белозубка
Канарская белозубка (лат. Crocidura canariensis) — вид млекопитающих рода белозубки семейства землеройковые.
Генетические исследования предполагают, что Crocidura canariensis и Crocidura sicula разошлись около пяти миллионов лет назад (Vogel et al. 2003).
Это эндемик восточных Канарских островов, где он является единственным местным наземным хищником. Площадь ареала составляет 5 тыс. км². Основным местом обитания являются бесплодные лавовые поля, и, кажется, вид адаптирован к жарким и сухим условиям этих равнин. Он также иногда встречается в садах и заброшенных пахотных землях, прилегающих к лавовым полям, а также в скальных и песчаных оврагах с камнями и растительностью.
Питается в основном насекомыми и улитками, но рацион отличается у разных групп популяции. На острове Монтанья-Клара основным источником пищи является Gallotia atlantica, небольшая ящерица весом менее семи граммов. Что необычно для млекопитающих, канарская белозубка использует яд для обездвиживания добычи. Когда белозубка встречает эту атлантическую ящерицу, она быстро атакует, прыгая на шею и делая укус. Укус поставляет нейротоксический яд, который очень быстро обездвиживает ящерицу и парализует на 24 часа или дольше. Белозубка способна съесть всю ящерицу вместе с ногами и внутренностями менее чем за час. Однако, если она недавно ела, канарская белозубка унесёт свою добычу и спрячет среди скал, чтобы вернуться позже. Это является важной стратегией в сложных условиях с ненадёжными ресурсами. Канарская белозубка — очень скрытное животное и проводит большую часть дня под камнями, в полости. Это на удивление очень тихое животное, почти без вокализации.
В отличие от других млекопитающих того же размера, канарская белозубка имеет небольшой приплод, как правило, около 1—3 детёнышей. Беременность длится, как правило, около 32 дней. Потомство рождается голым и слепым и весит примерно один грамм. Через 11—12 дней детёныши могут ходить и продолжают сосать молоко около 23 дней. Одна канарская белозубка жила в неволе в течение пяти лет.
Тело длиной от 5,4 до 7,4 см, длина хвоста от 3,1 до 4,8 см, вес от 6 до 9,5 г. Мех преимущественно шоколадно-коричневого цвета. Имеет большие уши и длинный хвост, покрытый беловатыми волосками. Уши и ноги кажутся ярче, чем другие части тела, так как они также покрыты тонкими белыми волосками. Кариотип (2n) = 36.
Этот вид имеет очень ограниченное распространение. Стремительная урбанизация и развитие инфраструктуры внутри и вокруг ареала приводит к потере и фрагментации подходящей среды обитания, высыхание также может быть проблемой. Ввезённая домашняя кошка также является некоторой угрозой. Вид занесён в Приложение II Бернской конвенции, а также охраняется в соответствии с испанским законом. Находится в пределах ряда национальных парков на острове Фуэртевентура.